# Monte Harcourt
El monte Harcourt es un estratovolcán de la Antártida. 
El mismo forma parte de la península Hallett que se extiende por el mar de Ross unos 600 km al sur del monte Erebus, junto con tres volcanes en escudo que se superponen. A partir del estudio de sus rocas se ha determinado que el volcán tiene entre 5.5 a 6.6 millones de años de antigüedad. Estas muestras son de composición alcalina. El volcán es un sitio en el que habita el colémbolo Boscoia sudpolaris.